# 高滩镇 (紫阳县)
高滩镇，是中华人民共和国陕西省安康市紫阳县下辖的一个乡镇级行政单位。
2015年，陕西省民政厅批复同意撤销绕溪镇、广城镇，并入高滩镇。

## 行政区划
高滩镇下辖以下地区：
高滩街道社区、大坝村、高滩村、三坪村、龙虎村、牌楼村、白鹤村、百坝村、八庙村、朝阳村、万兴村、天桥村、双柳村、两河村、岩峰村、红庙村、蓼坝村和关庙村。